# 폴 데샤넬
폴 데샤넬(Paul Deschanel)은 1855년 2월 13일 벨기에 스카르베크에서 태어나 1922년 4월 28일 프랑스 파리에서 사망한 프랑스의 정치인, 언론인, 작가로 1920년 2월 18일부터 동년 9월 21일까지 프랑스의 대통령으로 재임하였다.

## 생애
폴 데샤넬은 나폴레옹 3세를 반대하던 작가인 아버지 에밀 데샤넬이 벨기에로 망명하고 있을 무렵에 태어났다. 1876년, 대학에서 문학과 법학을 공부하고 데샤넬은 에밀 드 마르세르 장관과 쥘 시몽 총리와 협력하였다. 1877년부터 1881년까지 데샤넬은 연이어 드뢰, 브레스트, 모(Meaux) 아롱디스망의 아롱디스망장을 역임하였으며, 이와 동시에 여러 잡지에 기사를 게재하기도 하였다.
1885년, 30세의 나이로 데샤넬은 드뢰 아롱디스망에 있는 외레루아르 하원의원으로 선출되었다. 제 3공화국 최고의 연설가 중 한 명으로 평가받는 데샤넬은 하원의원으로 매번 70% 이상의 표를 받으며 1920년까지 입법부가 9번 바뀔 동안 재선되었으며, 1895년과 1919년 사이에는 외레루아르 데파르트망의회 의원을 역임하기도 하였다..
중도공화당 당원으로서 경제적 자유주의와 사회주의 사이 제3의 길을 도모한 데샤넬은 놀랍게도 1898년 앙리 브리송의 뒤를 이어 하원의장으로 선출되었다. 그는 다음 총선이던 1902년 총선에서 하원의장직을 놓쳤으나, 외무·식민지 위원회 위원장이 되었고 이후 소년법원에서 공직을 맡았다. 1912년, 데샤넬은 하원의장직을 탈환했으며 제1차 세계 대전이 끝날때까지 총리직까지 거절하면서 하원의장직을 사수했다.
1920년 1월 대선 예비회견 동안 데샤넬은 "승전의 아버지"라 불리던 조르주 클레망소를 투표에서 꺾었다. 클레망소가 대선 후보직에서 사임하고, 데샤넬은 제3공화국 역대 대선에서 가장 가장 많은 표를 얻으며 대통령에 선출되었다. 그러나 이후 데샤넬은 우울증과 엘페노르 증후군에 시달리다 1920년 5월, 야간열차에서 추락하는 사고가 일어났다. 대통령이 되고 7개월이 지났을 무렵, 건강 악화와 정신착란 루머에 휩싸인 데샤넬은 엘리제궁에서 대통령직을 사임한다.
짧은 요양 기간을 거치고 데샤넬은 1921년 초 외레루아르 상원의원으로 선출되었으며, 같은 해 상원 내 외무·식민지 위원회 위원장을 다시 맡게 된다. 폐질환으로 고통받던 데샤넬은 몇 개월이 지나지 않아 67세의 나이로 사망하였다.
특히 사회, 제도, 역사, 식민지 문제에 관하여 수많은 글과 작품들을 저술한 문인으로도 알려진 폴 데샤넬은 1899년 아카데미 프랑세즈 회원으로 선출되었으며, 1914년에는 윤리·정치학 아카데미 회원으로도 선출되었다.

## 역대 선거 결과
| 선거명      | 직책명 | 대수 | 정당             | 득표율 | 득표수 | 결과 | 당락 |
| ----------- | ------ | ---- | ---------------- | ------ | ------ | ---- | ---- |
| 1899년 선거 | 대통령 | 7대  | 민주 공화국 동맹 | 1.23%  | 10표   | 4위  | 낙선 |
| 1920년 선거 | 대통령 | 11대 | 민주 공화국 동맹 | 84.56% | 734표  | 1위  |      |